# تجمع الكتب (الشحر)
'

تعديل مصدري - تعديل

تجمع الكتب هي إحدى قرى عزلة الشحر بمديرية الشحر التابعة لمحافظة حضرموت، بلغ تعداد سكانها 50 نسمة حسب تعداد اليمن لعام 2004.